# José María López de Letona
José María López de Letona y Núñez del Pino (Burgos, 26 de noviembre de 1922-Madrid, 3 de julio de 2018) fue un ingeniero de caminos, empresario y político español. Ejerció como ministro de Industria durante el franquismo y fue gobernador del Banco de España durante la Transición, entre agosto de 1976 y marzo de 1978. Antes fue procurador en Cortes en tres legislaturas, dos como miembro de Gobierno y una por designación del jefe del Estado.

## Biografía
De familia de antigua raigambre militar (cinco generaciones), fue el segundo hijo de José María López de Letona y Chacón, teniente coronel de Caballería, y Julia Núñez del Pino y Arce. Sus hermanos son María Jesús (casada con Antonio Solano y Pereda Vivanco, hijo del IX Marqués de la Solana), Emilio (casado con Marisol Caruncho, hija de Federico Caruncho Astray), Julia (casada con José Javier Aleixandre, sobrino del Premio Nóbel Vicente Aleixandre) y Dolores, que no contrajo matrimonio.. Sus antepasados por línea paterna hicieron carrera en Cuba, donde su tío bisabuelo, el general Antonio López de Letona y Lamas ostentó, entre otros cargos, el de Gobernador de la Isla, y su abuelo, Emilio López de Letona Lomelino, se desempeñó como Capitán General. Su abuelo casó con Consuelo Chacón y Gandolfo, nieta del IV Conde de Casa Bayona, José María Chacón y Calvo de la Puerta, entroncando así con la principal familia de la isla, los Chacón, la familia cubana cuya sangre llevan hoy el mayor número de familias aristocráticas españolas (Medina Sidonia, Grimaldi, Fernandina, Villalba, Casa Torres, Acevedo, Casa Calvo, Gibacoa…).Su tío Emilio López de Letona y Chacón (casado con Cristina Navarro y Morenés, hija de los Marqueses de Castañiza y barones de Casa Davalillo), general de Caballería, presidente de la Real Federación Hípica Española, fue el primer español en ganar un oro olímpico en equitación, con el caballo Moirán, en las olimpiadas de París de 1924. por el lado de su madre, era primo segundo de Jaime Milans del Bosch, ya que sus abuelos eran los hermanos Joaquín y Teresa Núñez del Pino y Quiñones de León, nietos a su vez del virrey del Río de la Plata Joaquín del Pino. También por parte materna, era sobrino de Alfredo Kindelán Duany (Marqués de Kindelán), casado con la hermana de su madre, Dolores Núñez del Pino y Arce, quien es considerado el “padre” de la Aviación Española. Los abuelos de su madre fueron Benigno de Arce y Villegas, empresario minero cántabro de gran fortuna, y Rosa Guaxardo-Faxardo y del Mazo.
Tras el paréntesis impuesto por los dos primeros años de la Guerra Civil en Madrid, López de Letona estudió en el Colegio Lecároz (Navarra) el curso 1938-1939 y completó el bachillerato en el Colegio Nuestra Señora del Pilar de Madrid a partir de 1939. Obtuvo el título de Ingeniero de Caminos, Canales y Puertos en la Escuela de Ingenieros de Caminos, Canales y Puertos en Madrid en 1949. Se casó en 1950 con María Teresa Olarra Jiménez, con quien tuvo tres hijos, José María (1951), Ana (1953) y Jaime (1965). Su suegro, Manuel Olarra Garmendia, director general de Espasa Calpe y "creador" del libro de bolsillo al fundar la Colección Austral, fue el editor y amigo cercano de José Ortega y Gasset, Gerardo Diego, León Felipe, Pío Baroja, Miguel de Unamuno o Gabriela Mistral, entre otros.
En 1950, al terminar la carrera, comenzó a trabajar en la constructora de vías férreas Vías y Construcciones (actual Grupo ACS) con su primo e íntimo amigo, Rafael del Pino. En 1957, siendo director general, dejó la empresa para fundar Dimetal, que se haría con las patentes y productos de la británica Westinghouse Brake & Signal Ltd creando empresas en sectores tan diversos como el del metal de equipos de freno para transporte pesado, seguridad y señalización ferroviaria, y de Westinghouse Air Brake Company (WABCO). Más adelante impulsaría actividades empresariales en los sectores del metal, inmobiliario y cinematográfico entre otros.
El 14 de enero de 1966, fue nombrado subcomisario del Plan de Desarrollo Económico y Social, y en octubre de 1969 Ministro de Industria. Luis Carrero Blanco lo mantuvo en el mismo cargo cuando fue nombrado presidente del Gobierno el 9 de junio de 1973 y abandonó el gobierno al ser nombrado Carlos Arias Navarro el 3 de enero de 1974, tras el asesinato de su predecesor por la banda terrorista ETA. 
Como ministro de Industria, pudo llevar a cabo el proyecto de industrialización del país que había diseñado previamente desde la Comisaría del Plan de Desarrollo, modernizando la incipiente industria automovilística española de aquellos tiempos, centrada en la fabricación de modelos ya obsoletos en sus mercados de origen, liberalizando el sector y atrayendo la implantación de grandes fabricantes como Ford Motor Company. Tras una compleja negociación con Henry Ford II, la multinacional basó en España la fabricación de su primer coche «global», el Ford Fiesta, que se exportaría a toda Europa desde la nueva planta de la compañía en Almusafes (Valencia). Como resultado, la totalidad de los fabricantes presentes en España modernizaron sus estructuras y comenzaron a fabricar modelos competitivos. Con la adicional llegada de la General Motors, España se convirtió en una potencia del sector y uno de los mayores fabricantes de automóviles a nivel mundial. Entre 1979 y 1986 dirigió la Asociación de Empresas Constructoras de Ámbito Nacional (Seopan).
Tras su cese como ministro, se dedicó de nuevo a la empresa privada. Antes de la muerte de Francisco Franco y tras hacer con algunos íntimos colaboradores un retrato robot de quien sería primer presidente del gobierno de la monarquía después de Franco, el entonces príncipe Juan Carlos lo tuvo in mente para nombrarle en ese cargo, en una operación bautizada como "Lolita". El empecinamiento de Arias Navarro por continuar en el cargo alteró los planes iniciales del ya rey, quien concentró sus esfuerzos en conseguir el nombramiento de Torcuato Fernández-Miranda como presidente de las Cortes.
A finales de 1976, ya con el rey Juan Carlos en el trono, reunió a un grupo de 100 destacados empresarios españoles con el fin de crear un foro dirigido a la defensa de los principios de la libertad de empresa, el Círculo de Empresarios, del que no pudo ser primer presidente pues fue nombrado  gobernador del Banco de España, la máxima autoridad monetaria , el 26 de agosto de 1976, por el gobierno de Suárez. Desde entonces era uno de los presidentes de honor de la institución ostentando el título de presidente fundador de la misma. Como miembro nato de su Junta Directiva participó activamente en la evolución del Círculo de Empresarios que tras cuarenta años de existencia se ha convertido en uno de los más influyentes y prestigiosos think tanks empresariales del panorama social español.
Posteriormente continuaría su carrera como empresario y banquero, siendo presidente de ENPETROL, presidente de Interholding y Rank Xerox Española, consejero de Iberia, miembro del Ford of Europe Advisory Council, presidente de Banco de Madrid y Banco Catalán de Desarrollo y, finalmente, vicepresidente y consejero delegado del Banco Español de Crédito (Banesto).
Presentó su dimisión como máximo responsable de Banesto días antes de su previsto nombramiento como presidente del Consejo de Administración del mismo el 27 de noviembre de 1987 por su desacuerdo con las peticiones sobre el control de la institución planteadas por sus dos nuevos accionistas de referencia (Mario Conde y Juan Abelló) y al constatar que su postura no contaba con el respaldo de la mayoría de los consejeros históricos del banco, no sin antes advertir de los riesgos que conllevaría para la institución los planes a los que se oponía.

## Distinciones
- Gran Cruz de la Real y Muy Distinguida Orden de Carlos III (1974)
- Gran Cruz de la Orden de Isabel la Católica (1972)
- Gran Cruz de la Orden del Mérito Aeronáutico, con distintivo blanco (1971)
- Gran Cruz de la Orden del Mérito Civil (1968)
- Orden al Mérito Civil de la República Francesa[3]
- Orden de Mayo de la República Argentina[3]